# Puna (Bolivia)
 Puna  es una localidad y municipio de Bolivia, capital de la provincia de Linares al norte del departamento de Potosí. El municipio tiene una superficie de 1.419,52 km² y cuenta con una población de 21.917 habitantes (según el Censo INE 2012). En 2006 el municipio se ha convertido en sí mismo constituye el nuevo ayuntamiento de Ckochas.
Puna es conocida por sus habitante con los apodos de "Capital del mundo" y "Sucursal del cielo". En la localidad de Otavi del municipio de Puna se celebra el Festival del Fandango, donde los participantes usan vestimentas multicolores.

## Historia
La provincia de Linares, donde se encuentra el actual municipio de Puna, fue creada por Decreto Supremo el 8 de diciembre de 1869, durante la presidencia del Mariano Melgarejo Valencia, siendo ratificada por la ley emanada el 20 de noviembre de 1883, por el gobierno del Narciso Campero Leyes. Puna fue luego creado como sección municipal (municipio) por Ley del 13 de diciembre de 1910.

## Ubicación
Puna es uno de los tres municipios de la provincia de Linares. Limita al norte con la provincia de Frías, al oeste con el municipio de Caiza "D", al sur con la provincia de Nor Chichas, al sureste  con el departamento de Chuquisaca, y al este con el municipio de Ckochas. Se extiende por unos 65 km de norte a sur y más de 50 km en dirección este-oeste.

## Geografía
El municipio de Puna se encuentra en la parte sur de la meseta árida del Altiplano boliviano.
El clima se debe a que la situación interna fresco y seco a través de un típico clima día en donde las variaciones de temperatura entre noche y día tienden a ser significativamente mayor que la variación estacional. La temperatura promedio anual es de 13 °C y varía muy poco entre los 10 °C en junio / julio y más de 15 °C de noviembre a marzo (véase gráfico climático Vitichi). La precipitación anual es de sólo 400 mm, con una marcada estación seca, de abril a octubre con precipitación mensual inferior a 20 mm, y un tiempo de humedad. diciembre a febrero, con cerca de 80 mm Lluvia meses

## Economía
La economía del municipio de Puna tiene como sectores importantes la producción agrícola y pecuaria. En el caso de la producción agrícola, los cultivos más importantes son el trigo, cebada, papa, maíz y haba tanto en superficie como en la generación de ingresos para los habitantes. En el caso de la producción pecuaria, la comercialización tanto de animales ovinos como caprinos son los más importantes económicamente.

## Demografía
De acuerdo con el censo boliviano de 2024, la población del municipio de Puna es de 8 971 habitantes.
La población disminuyó en aproximadamente un tercio entre 1992 y 2024, lo que está relacionado con el hecho de que el municipio se dividió en dos (Puna y Ckochas) por ley del 15 de agosto de 2006. Mientras tanto, la población de la localidad ha aumentado en aproximadamente una cuarta parte entre 1992 y 2012:
| Año  | Habitantes (municipio) | Habitantes (localidad) | Fuente |
| ---- | ---------------------- | ---------------------- | ------ |
| 1992 | 25.461                 | 1.187                  | Censo  |
| 2001 | 24.889                 | 1.209                  | Censo  |
| 2012 | 21.917                 | 1.525                  | Censo  |
| 2024 | 16.350                 |                        | Censo  |

La densidad de población del municipio en el último censo en el año 2001 fue de 11,8 habitantes/km², la proporción de la población urbana es de 0 por ciento, la proporción de menores de 15 años en la población es del 44,7 % (2001).
La tasa de alfabetización en el municipio de Puna (censo de 2001) fue uno de los mayores de 19 años de 57 %, y que el 77 % de los hombres y 42 % entre las mujeres. El más importante idioma, con una participación del 99 % es el quechua, el 50 % de la población hablaba español. 89 % de la población es católica, el 10 % protestante.
La esperanza de vida de los recién nacidos fue de 58 años. 92 % de la población no tiene acceso a la electricidad, el 89 % vive sin dispositivo de saneamiento (2001).

## División Política
El municipio estaba dividido en 9 cantones hasta el cambio a la nueva Constitución en 2009:
- Belen
- Germán Busch
- Inchasi
- Miculpaya
- Otavi
- Pacasi
- Puna
- Sepulturas
- Vilacaya

Hasta el año 2006 también se incluían los siguientes cantones:
- Duraznos
- Esquiri
- Turuchipa

## Transporte
La localidad de Puna se encuentra a 64 kilómetros por carretera al sureste de Potosí, la capital departamental. Desde Potosí, la ruta nacional pavimentada Ruta 1 de 1.215 km de largo conduce hacia el sur a través de Cuchu Ingenio y Tres Cruces hasta Tarija y Bermejo en la frontera con Argentina. En Tres Cruces, un camino rural se bifurca hacia el noreste, que después de once kilómetros llega a Puna.